# Hans Reiser (Heimatpfleger)
Hans Reiser (* 10. Februar 1881 in Seßlach; † 30. März 1968 in Bamberg) war ein deutscher Heimatpfleger.

## Werdegang
Reiser wuchs in Seßlach auf. 1900 zog er nach Bamberg, wo er bis zur Pensionierung als Justizinspektor am Landgericht arbeitete. Er war 1920 Mitbegründer des Frankenbundes. 1926 wurde er zum Vorsitzenden des Bamberger Ortsvereins gewählt, 1931 zum reisobmann und schließlich zum Gebietsobmann für Oberfranken. 1940 wurde er Ehrenmitglied des Frankenbundes.
Stets blieb Reiser seiner Geburtsstadt verbunden. Er trieb finanzielle Mittel für die  Erhaltung der Stadt und die Gestaltung des Rückert-Gärtchens auf. Am Geburtshaus des Nürnberger Historikers Adam Buckreis ließ er eine Gedenktafel anbringen und gab die volkstümlichen Gedichte des Seßlacher Dichters Peter Leber heraus.

## Ehrungen
- 1951: Ehrenbürger von Seßlach

## Schriften
- Historische Nachrichten über Seßlach und Umgebung – Bamberg: Bamberger Neueste Nachrichten, 1920
- Von Bamberg bis zum Grabfeldgau – Bamberg: Bamberger Neueste Nachrichten, 1921
- Die Burg Geyersberg bei Seßlach und ihre Besitzer – Bamberg: Selbstverlag, 1925
- Mit dem Frankenbund durch das östliche Grabfeld – Bamberg: Verl. d. Frankenbundes, 1929